# 2869 Nepryadva
2869 Nepryadva (1980 RM2) là một tiểu hành tinh vành đai chính được phát hiện ngày 7 tháng 9 năm 1980 bởi N. Chernykh ở Nauchnyj. Nó được đặt theo tên Russian river Nepryadva, where Battle of Kulikovo was fought.